# 胡德雷德
胡德雷德（荷蘭語：Goedereede，荷蘭語：[ˌɣudəˈreːdə] ⓘ）是荷兰南荷兰省的一个旧市镇。2010年人口11408。面积153.85 km² (59.40 mile²)，其中82.53 km² (31.87 mile²) 为水域，位于胡雷-上弗拉凯岛的西部。2013年1月1日，胡德雷德与市镇米德尔哈尼斯、迪尔克斯兰和东弗拉凯合并为新市镇胡雷-上弗拉凱。